# ديرك مادريتش
ديرك مادريتش (بالألمانية: Dirk Mädrich) مواليد 16 يوليو 1983 في مويرس، شمال الراين-وستفاليا، ألمانيا، هو لاعب كرة سلة ألماني. بدأ مسيرته الاحترافية في سنة 2000. يلعب مع إي دبليو إي باسكتس أولدنبورغ في الدوري الألماني لكرة السلة كلاعب وسط. يحمل الرقم 20. يبلغ طوله 6 قدم 11 بوصة (2.1 م).

## المسيرة الاحترافية
لعب مع لوفين براونشفايغ من سنة 2001 إلى 2004، ثم لعب مع بروس باسكتس في الدوري الألماني في موسم 2004–2005، ثم لعب مع لوفين براونشفايغ في موسم 2005–2006، ثم لعب مع ستراسبورغ أي جي في الدوري الفرنسي في موسم 2006–2007، ثم لعب مع أرتلاند دراغونز في الدوري الألماني من سنة 2007 إلى 2009، ثم لعب مع أوليمبياس باتراس في موسم 2009–2010، ثم لعب مع غيسن فورتي سيكسرز في موسم 2010–2011، ثم لعب مع راستا فشتا من سنة 2011 إلى 2014، ثم لعب مع تليكوم باسكتس بون في الدوري الألماني من سنة 2014 إلى 2016.

## روابط خارجية
- ديرك مادريتش على موقع الدوري الأوروبي لكرة السلة (الإنجليزية)
- ديرك مادريتش على موقع كرة السلة الأوروبية.كوم (الإنجليزية)
- ديرك مادريتش على موقع ريلجم (الإنجليزية)
- ديرك مادريتش على موقع بروبوليرز (الإنجليزية)
- ديرك مادريتش على موقع سبورتس رفرنس (الإنجليزية)